# Flammen-Adonisröschen
Das Flammen-Adonisröschen (Adonis flammea), auch als Scharlach-Adonis, Brennendes Teufelsauge oder Brennendes Adonisröschen bezeichnet, ist eine Pflanzenart aus der Gattung Adonisröschen (Adonis) in der Familie der Hahnenfußgewächse (Ranunculaceae). Das Flammen-Adonisröschen (Adonis flammea) kann mit dem sehr ähnlichen Sommer-Adonisröschen (Adonis aestivalis) verwechselt werden, ist allerdings wesentlich seltener.

## Beschreibung

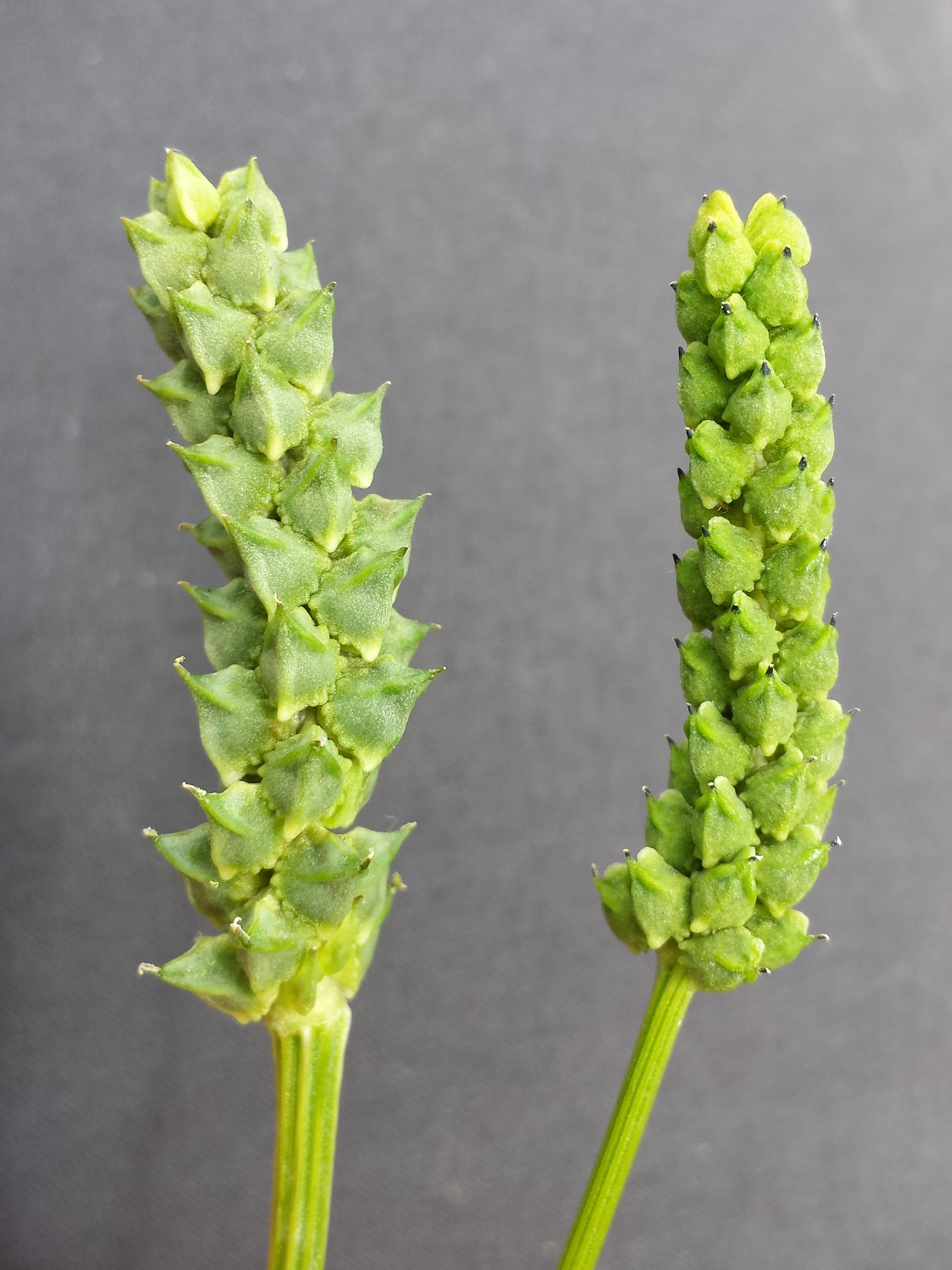
Rechts: locker aufgebaute Sammelfrucht. Links zum Vergleich die Frucht des Sommer-Adonis.

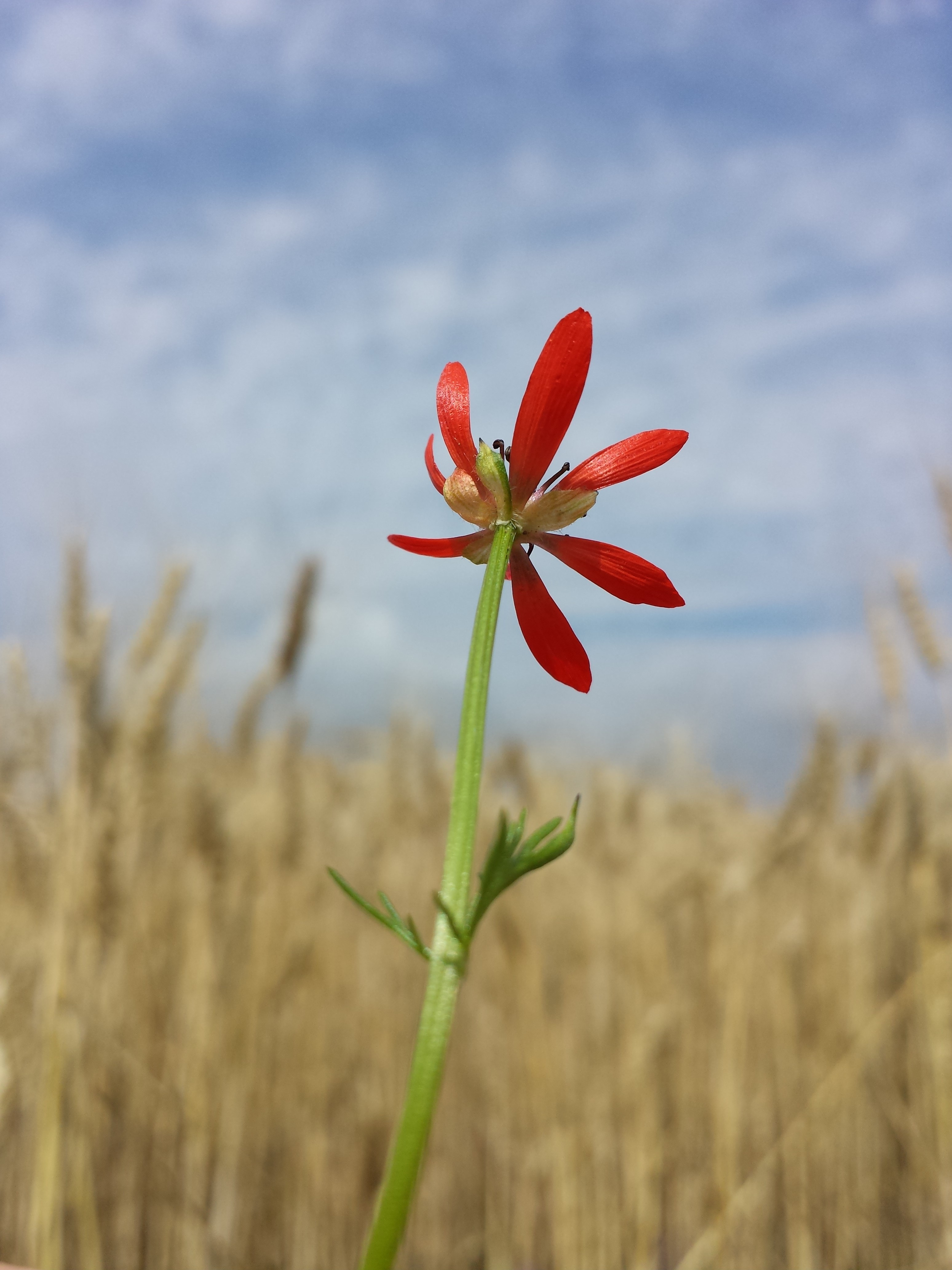
Blüte von unten; gut erkennbar sind die relativ kurzen und lang behaarten Kelchblätter

Adonis flammea wächst als einjährige krautige Pflanze und erreicht Wuchshöhen von (10 bis) 20 bis 50 Zentimetern. Die aufrechten einfachen oder im unteren Drittel verzweigten Stängel sind, besonders am Grund, leicht behaart (beim Sommer-Adonisröschen hingegen meist kahl). Die wechselständig am Stängel angeordneten Laubblätter sind drei- bis vierfach fiederteilig.
Die endständigen Blüten stehen einzeln. Die zwittrigen Blüten sind bei einem Durchmesser von 1,5 bis 3,5 Zentimetern radiärsymmetrisch. Die Kelchblätter sind am Grund zerstreut lang behaart und verkahlen später. Die Kelchblätter weisen – anders als beim Sommer-Adonisröschen – eine anliegende Behaarung auf. Die drei bis acht Kronblätter sind scharlach- bis blutrot, selten gelb und besitzen am Grund gelegentlich einen dunklen Fleck. Die acht Staubblätter sind dunkelviolett. 
In einer Sammelfrucht stehen locker verteilt Nüsschen mit an der Spitze rundem Höcker, der den schwarzen Schnabel (beim Sommer-Adonisröschen ist der Schnabel grün) zur Seite drückt.
Die Chromosomenzahl beträgt 2n = 32.

## Vorkommen und Gefährdung
Das Verbreitungsgebiet des Flammen-Adonisröschens erstreckt sich zwischen Südeuropa und Westasien. Seine Nordgrenze liegt etwa beim 51. Breitengrad, im Westen erreicht es Frankreich sowie das nördliche Spanien, im Süden Sizilien, Ägypten sowie Kleinasien, und im Osten den Kaukasusraum sowie den nördlichen Iran.
Das Flammen-Adonisröschen ist wärmeliebend und ein Kalkzeiger. Das Flammen-Adonisröschen gedeiht am besten auf kalkreichen, flachgründig-steinigen, sommerwarmen Lehm-, Löss- oder Tonböden. Es besiedelt in Mitteleuropa Getreidefelder, seltener Hackfruchtkulturen oder Ödland. Es ist in Mitteleuropa eine Charakterart des Caucalido-Scandicetum aus dem Verband Caucalidion.
Die ökologischen Zeigerwerte nach Landolt et al. 2010 sind in der Schweiz: Feuchtezahl F = 1+ (trocken), Lichtzahl L = 3 (halbschattig), Reaktionszahl R = 4 (neutral bis basisch), Temperaturzahl T = 4+ (warm-kollin), Nährstoffzahl N = 2 (nährstoffarm), Kontinentalitätszahl K = 3 (subozeanisch bis subkontinental).
Durch chemische Unkrautbekämpfung ist es in Mitteleuropa selten geworden; es tritt dort nur noch vereinzelt und unbeständig in den Kalkgebieten der Mittelgebirge auf. Die Zahl der Fundorte, an denen diese Art nach dem Zweiten Weltkrieg noch vorkam, ist drastisch zurückgegangen.
Das Flammen-Adonisröschen ist wahrscheinlich während der Jungsteinzeit nach Deutschland gelangt (Archäophyt) und war früher häufig. Infolge intensivierter Anbaumethoden ist es seit Jahrzehnten in Deutschland nur mehr sehr zerstreut zu finden. Adonis flammea wurde 1996 in der Roten Liste der Pflanzen Deutschlands mit der Kategorie 1 (= vom Aussterben bedroht) bewertet.
In Österreich tritt das Scharlach-Adonis sehr selten besonders im pannonischen Gebiet auf. Die Vorkommen beschränken sich auf die Bundesländer Wien, Niederösterreich, Burgenland und Tirol. Es gilt als stark gefährdet und im alpinen Bereich und im nördlichen und südöstlichen Alpenvorland als vom Aussterben bedroht.

## Inhaltsstoffe
Wie auch die übrigen Vertreter der Gattung ist Adonis flammea giftig, insbesondere durch seinen Gehalt an herzwirksamen Glykosiden (Cardenolide), wobei Adonitoxin und Cymarin die Hauptglykoside darstellen.